# Mladen Banović
Mladen Banović hrvatski je elektrotehnički znanstvenik specijaliziran za transformatore. Urednik je Transformers Magazinea, referentne publikacije za područje energetskih transformatora te osnivač i vlasnik tvrtke Merit Media Int., koja posluje u 190 država svijeta.
Diplomirao je 1999. na zagrebačkom FER-u, gdje je 2007. magistrirao, a 2012. i doktorirao pod mentorstvom Zlatka Maljkovića. Deset godina radio je kao inženjer u Končaru, nakon čega odlazi u AVB-Group, tada vodeću tvrtku u području elektrotransformatora. Naposljetku osniva vlastitu tvrtku Merit Media Int. i pokreće Transformers Magazine, koji i uređuje.
Oženjen je liječnicom Ivanom s kojom ima sedmoricu sinova.

## Vanjske poveznice
- Pregled objavljenih radova u Hrvatskoj znanstvenoj bibliografiji